# سد هنانژن
سد هنانژن (به لاتین: Hunanzhen Dam) یک سد و نیروگاه برقابی در چین است.